# Кутрофјано
Кутрофјано (итал. Cutrofiano) је насеље у Италији у округу Лече, региону Апулија.
Према процени из 2011. у насељу је живело 8056 становника. Насеље се налази на надморској висини од 87 м.

## Географија
| Клима (Кутрофјано)         | Клима (Кутрофјано) | Клима (Кутрофјано) | Клима (Кутрофјано) | Клима (Кутрофјано) | Клима (Кутрофјано) | Клима (Кутрофјано) | Клима (Кутрофјано) | Клима (Кутрофјано) | Клима (Кутрофјано) | Клима (Кутрофјано) | Клима (Кутрофјано) | Клима (Кутрофјано) | Клима (Кутрофјано) |
| Показатељ \ Месец          | .Јан.              | .Феб.              | .Мар.              | .Апр.              | .Мај.              | .Јун.              | .Јул.              | .Авг.              | .Сеп.              | .Окт.              | .Нов.              | .Дец.              | .Год.              |
| -------------------------- | ------------------ | ------------------ | ------------------ | ------------------ | ------------------ | ------------------ | ------------------ | ------------------ | ------------------ | ------------------ | ------------------ | ------------------ | ------------------ |
| Средњи максимум, °C (°F)   | 12,4 (54,3)        | 13,0 (55,4)        | 14,8 (58,6)        | 18,1 (64,6)        | 22,6 (72,7)        | 27,0 (80,6)        | 29,8 (85,6)        | 30,0 (86)          | 26,4 (79,5)        | 21,7 (71,1)        | 17,4 (63,3)        | 14,1 (57,4)        | 30 (86)            |
| Средњи минимум, °C (°F)    | 5,6 (42,1)         | 5,8 (42,4)         | 7,3 (45,1)         | 9,6 (49,3)         | 13,3 (55,9)        | 17,2 (63)          | 19,8 (67,6)        | 20,1 (68,2)        | 17,4 (63,3)        | 13,7 (56,7)        | 10,1 (50,2)        | 7,3 (45,1)         | 5,6 (42,1)         |
| Количина падавина, mm (in) | 80 (31,5)          | 60 (23,6)          | 70 (27,6)          | 40 (15,7)          | 29 (11,4)          | 21 (8,3)           | 14 (5,5)           | 21 (8,3)           | 53 (20,9)          | 96 (37,8)          | 109 (42,9)         | 83 (32,7)          | 676 (266,2)        |
| [ тражи се извор ]         |                    |                    |                    |                    |                    |                    |                    |                    |                    |                    |                    |                    |                    |

## Становништво
| 1931. | 1936. | 1951. | 1961. | 1971. | 1981. | 1991. | 2001. | 2011. |
| ----- | ----- | ----- | ----- | ----- | ----- | ----- | ----- | ----- |
| 7.027 | 7.670 | 8.873 | 9.278 | 8.636 | 9.374 | 9.577 | 9.089 | 9.182 |